# エルンスト (オーストリア公)

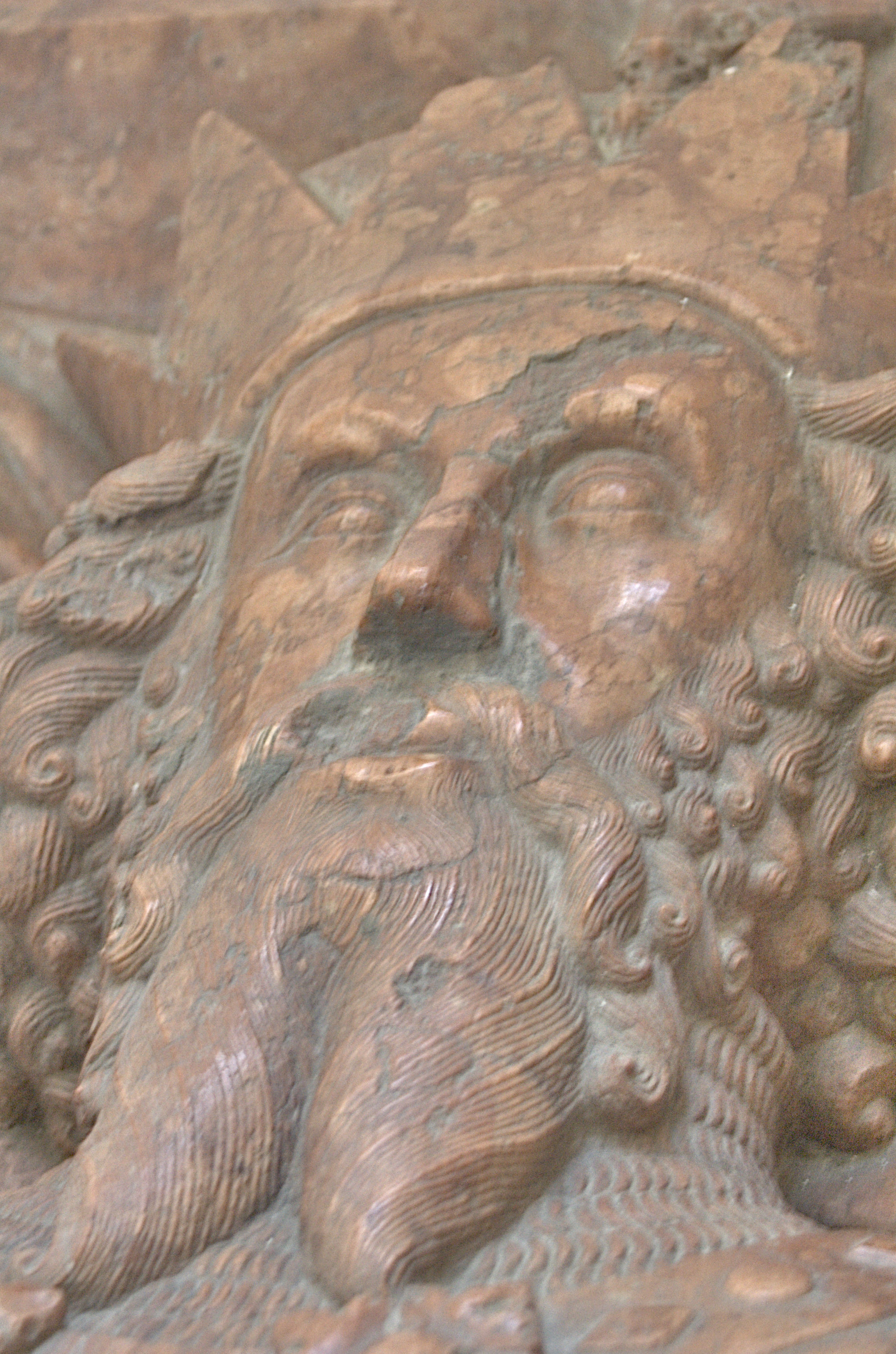
エルンスト鉄公の墓像

エルンスト（Ernst, 1377年 - 1424年6月10日）は、ハプスブルク家の内オーストリア公（在位：1406年 - 1424年）。シュタイアーマルク、ケルンテン、クラインを治めた。エルンスト鉄公（Ernst der Eiserne）と呼ばれる。神聖ローマ皇帝フリードリヒ3世の父。

## 生涯
内オーストリア公レオポルト3世と妻ヴェルデ・ヴィスコンティの間の三男で、長兄ヴィルヘルムの死後に所領を相続した。1392年にポメラニア公ボグスワフ5世の娘マルガレーテと結婚したが、子をもうけずに死別した。1412年にマゾフシェ公シェモヴィト4世の娘ツィンバルカと結婚し、フリードリヒ3世（オーストリア大公としては5世）、アルブレヒト6世ら9子をもうけた。ちなみにシェモヴィト4世は、エルンストの兄ヴィルヘルムとの婚約を破棄されたポーランド女王ヤドヴィガがその後結婚相手の候補とした人物であった。

## 子女
ツィンバルカとの間に以下の子女をもうけた。
- フリードリヒ3世（1415年 - 1493年） - 神聖ローマ皇帝
- マルガレータ（1416年 - 1486年） - ザクセン選帝侯フリードリヒ2世と結婚
- アルブレヒト6世（1418年 - 1463年）
- アレクサンドラ（? - 1420年）
- ルドルフ（? - 1424年以前）
- レオポルト（? - 1424年以前）
- カタリーナ（1424年 - 1493年） - バーデン辺境伯カール1世と結婚
- アンナ（? - 1429年）
- エルンスト（? - 1432年）

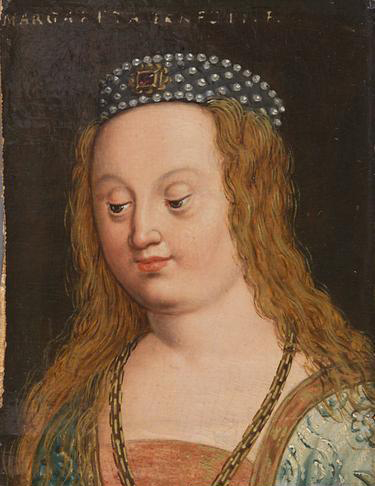
娘アレクサンドラ（16世紀）
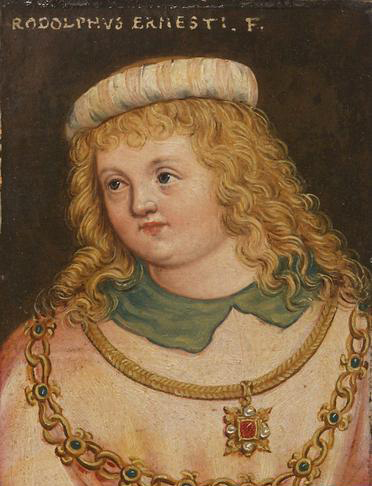
息子ルドルフ（16世紀）
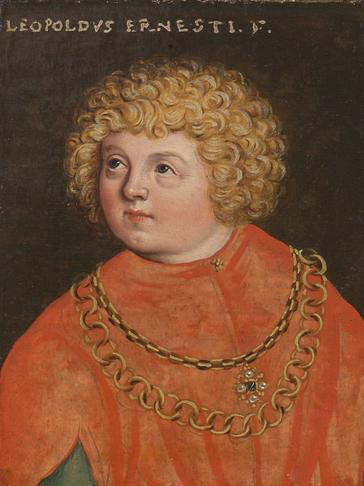
息子レオポルト（16世紀）
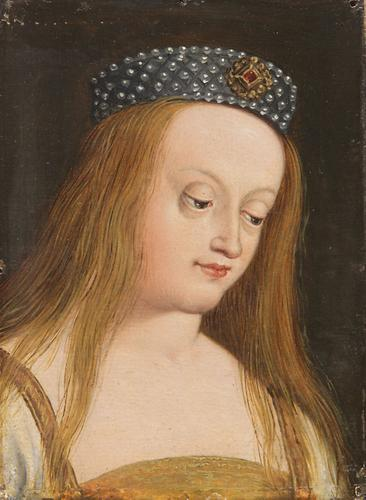
娘アンナ（16世紀）
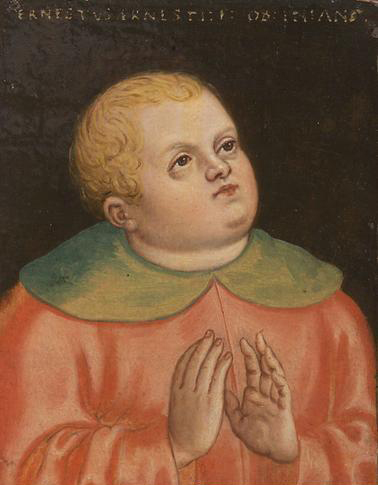
息子エルンスト（16世紀）